# Eta Bootis
Eta Bootis (η Boo / η Bootis, Êta Bootis) este o stea din constelația Boarul. Ea poartă și numele tradiționale Muphrid sau Mufrid (în arabă: „deosebita”) sau Saak și denumirea Flamsteed 8 Bootis. În astronomia chineză, ea face parte din asterismul Sheti.
Denumirea Muphrid a fost oficializată de Uniunea Astronomică Internațională la data de 12 septembrie 2016.

## Caracteristici
După spectrul său, Eta Boötis are un larg exces de elemente mai grele decât hidrogenul. În fapt, raportul său fier supra hidrogen este considerat ca aproape de limita superioară pentru stelele din discul galactic.
Steaua este o binară spectroscopică având o perioadă de 494 de zile. Totuși, companionul nu a putut fi rezolvat  prin interferometria petelor.
Steaua apare aproape de steaua remarcabilă Arcturus (Alpha Bootis) pe cerul nocturn, iar Arcturus este într-adevăr cea mai apropiată vecină a sa, întrucât cele două stele sunt aproape la aceeași distanță de Sistemul nostru Solar. Cele două stele sunt la distanța de circa 3,24 de ani-lumină , și fiecare ar apărea strălucitoare pe cerul celeilalte. Arcturus ar avea o magnitudine de -5,2 (de circa 120 de ori mai strălucitoare decât văzută de pe Terra, adică aproape de două ori mai strălucitoare decât planeta Venus observată de pe Pământ) pe cerul nocturn al unei planete ipotetice pe orbită în jurul stelei Muphrid, în timp ce Muphrid ar avea o magnitudine de -2,5 pe cerul unei ipotetice planete pe orbită în jurul lui Arcturus, adică de două ori mai strălucitoare decât steaua Sirius observată de pe cerul nostru nocturn.